# Ange-Jacques Gabriel

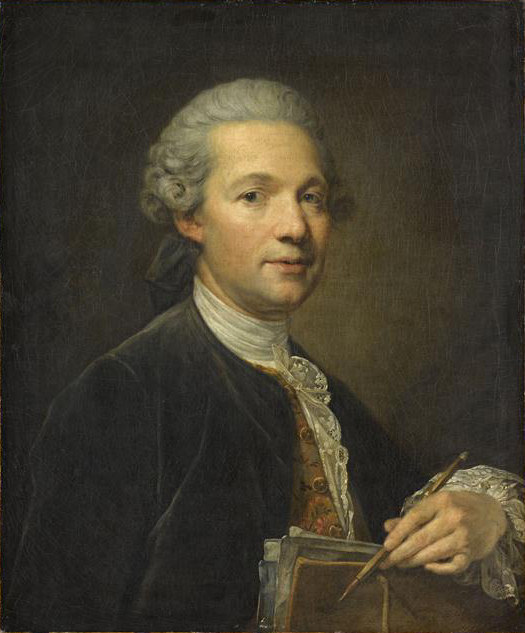
Ange Jacques Gabriel, Porträt gemalt von Jean-Baptiste Greuze

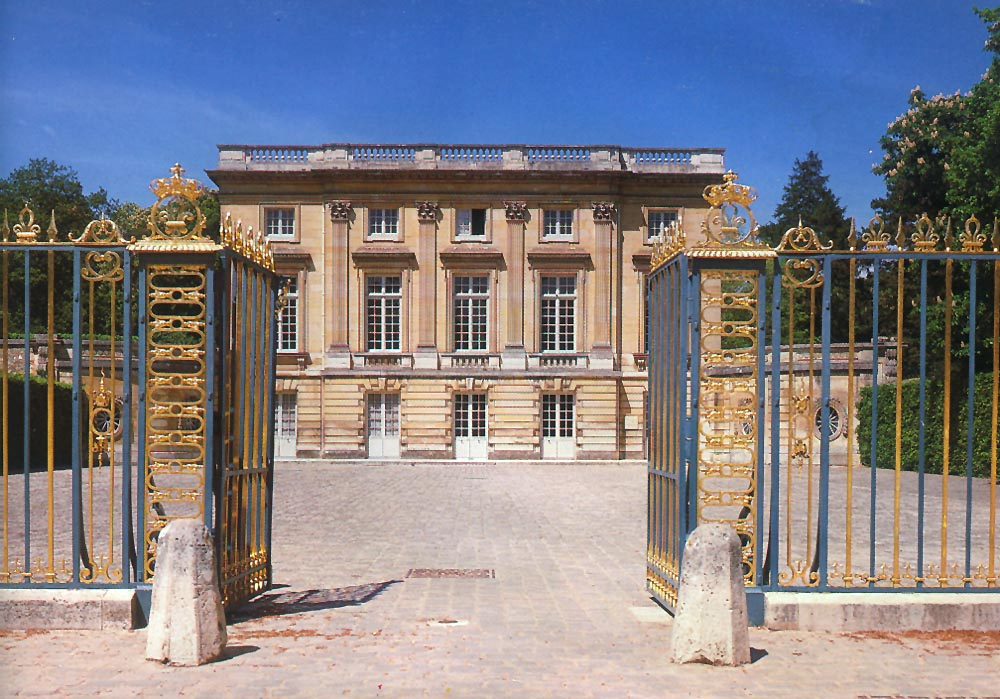
Petit Trianon, Versailles: Blick durch den Ehrenhof

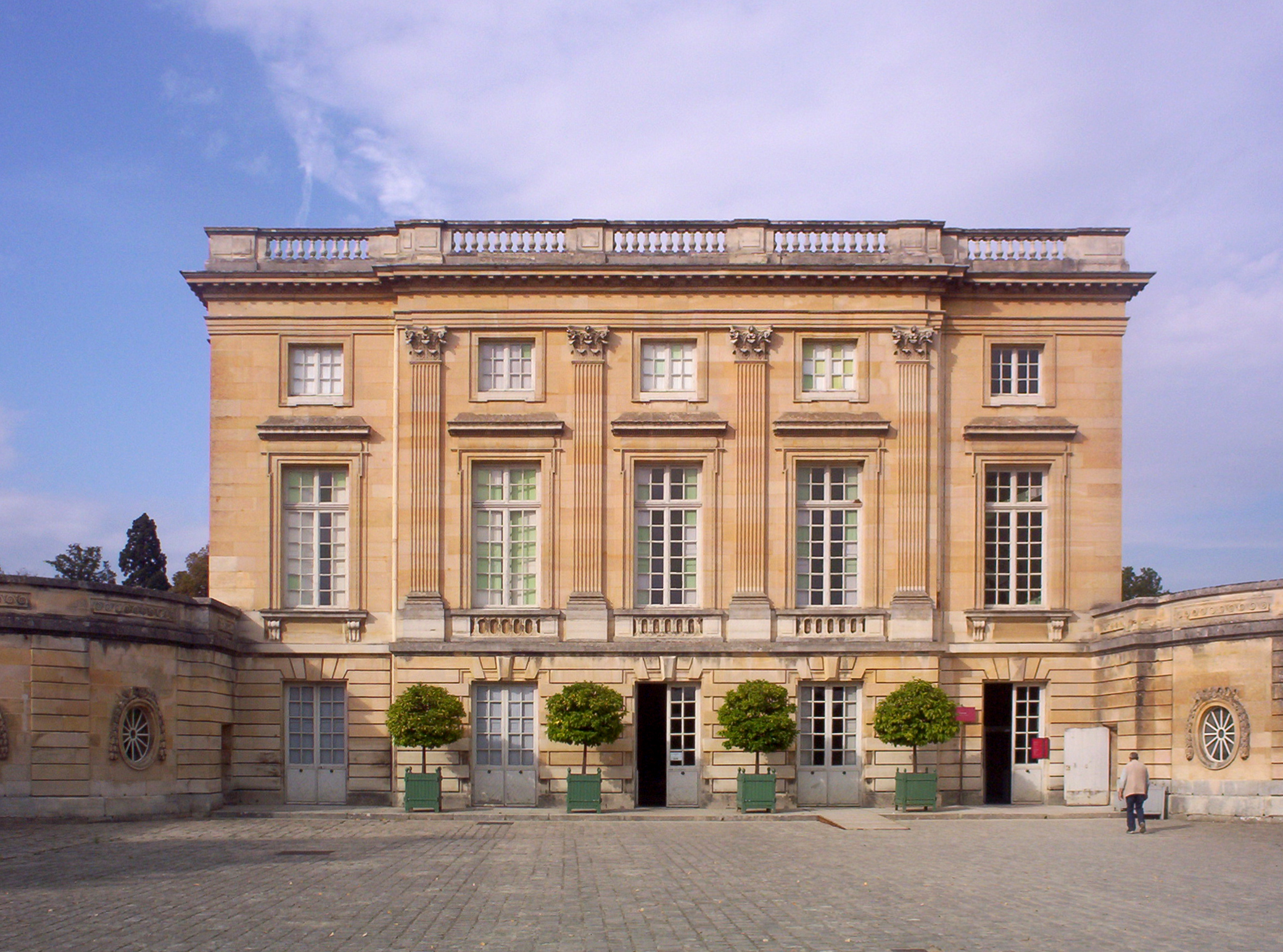
Petit Trianon, Versailles: Hofseite

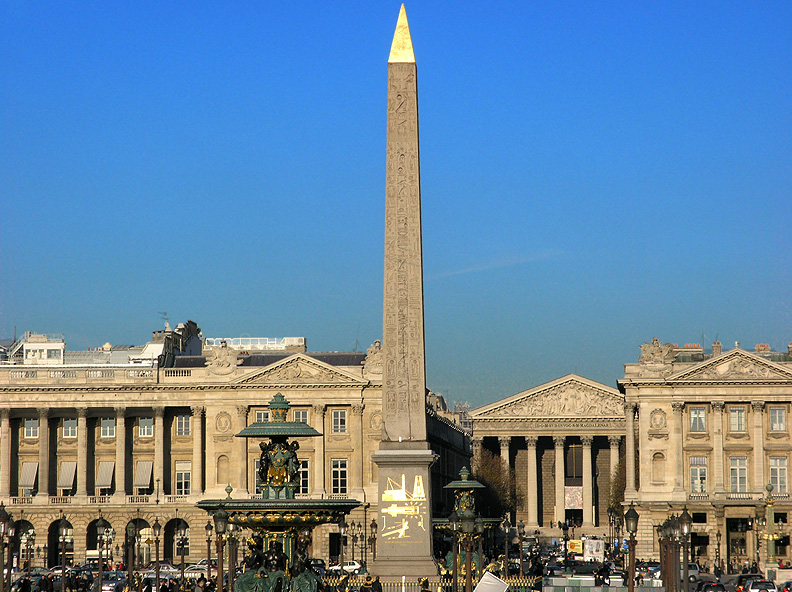
Place de la Concorde, Paris: Blick Richtung Norden

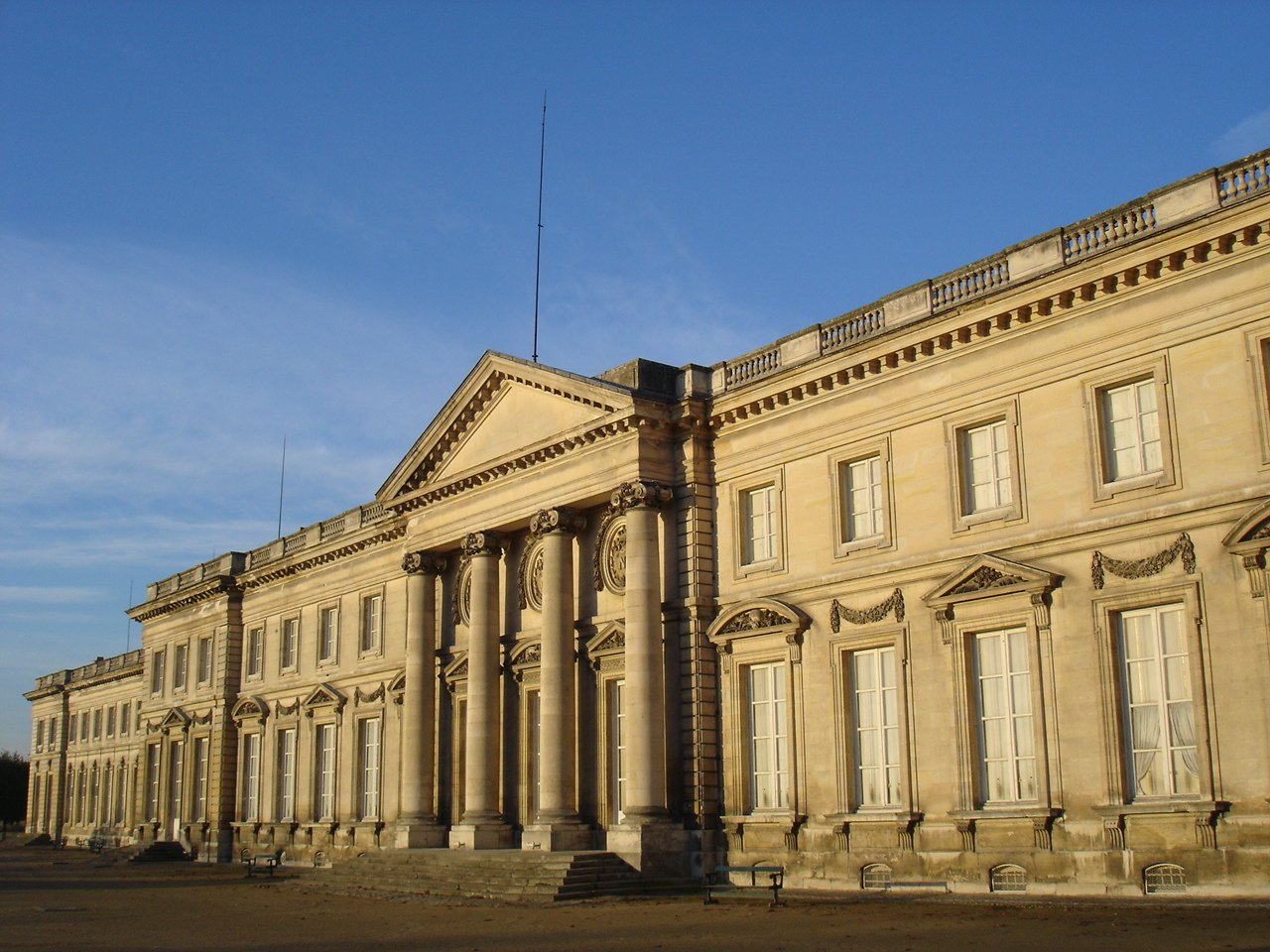
Schloss Compiègne: Parkseite

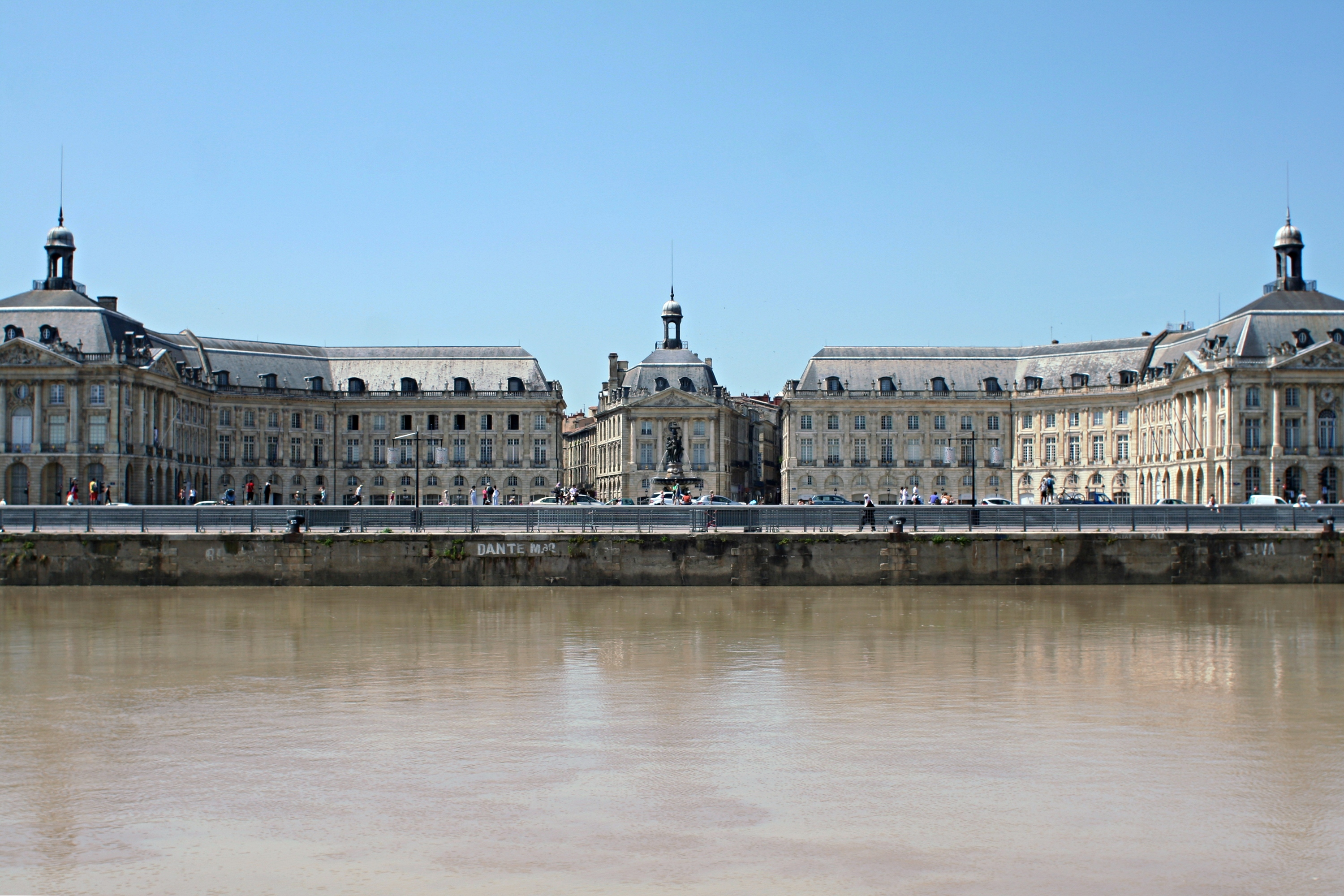
Place Royale (heute Place de la Bourse), Bordeaux

Ange-Jacques Gabriel oder Jacques-Ange Gabriel (* 23. Oktober 1698 in Paris; ~ am darauffolgenden Tag in Saint-Eustache de Paris; † 4. Januar 1782 ebenda) war ein französischer Architekt und von 1742 bis 1775 erster Hofarchitekt (Premier Architecte du Roi) Ludwigs XV. Er gilt als einer der wichtigsten Vertreter des französischen Klassizismus.

## Leben
Gabriel entstammte einer bedeutenden Architektenfamilie. Sein Urgroßvater Jacques schuf im 16. Jahrhundert das alte Rathaus von Rouen, sein Großvater Jacques IV Gabriel (um 1630–1686) war Baumeister des Schlosses von Choisy und baute in Paris die Brücke Pont Royal (1685–1689). Sein Vater Jacques V Gabriel (1667–1742), ein Verwandter und Schüler von Jules Hardouin-Mansart und Gatte der Elisabeth Besnier, avancierte zum ersten Hofarchitekten (1734 oder 1735). Er errichtete in Paris die Stadtpaläste Hôtel de Varengeville (1704) und Hôtel de Peyrenc de Moras (1728, später Hôtel Biron), schuf in Lyon das Rathaus, in Rennes das Palais des Etats sowie die Place du Palais, bevor er 1728 in Bordeaux mit dem Bau des Place Royale (heute Place de la Bourse) begann.
Ange-Jacques Gabriel vollendete diese von seinem Vater in Bordeaux begonnene Platzanlage. Er arbeitete am Schloss Versailles, insbesondere an der Hofoper, errichtete das Petit Trianon im Grand Parc de Versailles sowie die École Militaire in Paris. Er lieferte ferner die Pläne für den Place de la Concorde in Paris und für die Fassaden der Gebäude, die diesen Platz im Norden abschließen.
Im Jahr 1775 zog sich der erste Hofbaumeister aus gesundheitlichen Gründen von seinem Amt zurück. Ludwig XVI. gewährte ihm eine Pension. 1780 war er so altersgeschwächt, dass er nicht mehr schreiben konnte und seine Ehefrau wichtige Dokumente in seinem Namen signierte.
Ange-Jacques Gabriel starb am 4. Januar 1782 im Alter von 83 Jahren in Paris.

## Werksauswahl
- 1740–1777: Schloss Choisy, Choisy, Vergrößerung und Umbau. Die Schlossanlage wurde im 19. Jahrhundert größtenteils zerstört.
- 1751–1780: École Militaire, Paris
- 1751–1788: Schloss Compiègne in Compiègne, in der Nachfolge seines Vaters
- 1755: Place Royale (heute Place de la Bourse), Bordeaux, in der Nachfolge seines Vaters
- 1756–1772: Place Louis XV (heute Place de la Concorde), Paris. Ange-Jacques Gabriel lieferte die definitiven Pläne, der Wettbewerb war 1748 ausgeschrieben worden.
- 1760–1764: Petit Trianon, Versailles
- 1764–1770: Hofoper des Schlosses von Versailles
- 1771–1775: Pavillon Gabriel des Schlosses von Versailles

## Auszeichnungen
- 1728: Mitglied der Académie royale d’architecture (Königliche Akademie für Architektur) und später Präsident der Académie bis zu seinem Tod im Jahr 1782.

## Nachkommen
Er war verheiratet mit Catherine Angélique Delamotte (* 1711), Tochter des Jean Delamotte, erster Sekretär des Herzogs von Antin und der Catherine Magnier, die ihm zwei Söhne gebar:
- Ange-Antoine Gabriel (~ 16. September 1735 in der Kirche Notre-Dame in Versailles), späterer Hofbaumeister
- Ange-Charles Gabriel (~ 29. Juni 1738 in der Kirche Notre-Dame in Versailles), späterer Marineoffizier[4] sowie Hof- und Finanzintendant der Königin[5][3]